# 前庭链球菌
前庭链球菌（学名：Streptococcus vestibularis）是链球菌属的下属物种。此物种是一种革兰氏阳性菌、过氧化氢酶阴性、嗜温和嗜盐的球状细菌。此物种最早从人类口腔前庭黏膜中分离出来。此物种是草绿色链球菌的一员。

## 发现
前庭链球菌的发现始于从人类口腔前庭黏膜中分离出十三株菌株。根据DNA-DNA杂交测试，虽然观测道该菌与唾液链球菌和唾液链球菌嗜热亚种有相对较高的DNA相关性，但它们的DNA同源性程度却足够低。因此，前庭链球菌足以视为一个单独的物种并于1988年被描述。

## 词源
拉丁语中“vestibulum”指门厅或前厅；新拉丁语后缀“-aris”表示属于。因此“vestibularis”一词表示属于口腔前庭，指的是该物种最初的分离处。

## 描述
前庭链球菌是一种微需氧、不形成孢子的革兰氏阳性菌。该菌能够在10°C至45°C和4%（wt/vol）氯化钠的条件下生存，因此该菌是一种嗜温和嗜盐的生物。该菌的细胞是球状的，没有鞭毛且它是非运动性的。该菌的过氧化氢酶测试呈阴性。
在轻唾琼脂上37°C且厌氧生长3天的菌落通常直径2至3毫米，颜色呈深蓝色、无光泽，形状呈弧形，边缘呈波状。在轻唾琼脂上需氧生长的菌落直径为1至2毫米，颜色呈深蓝色，凸面且整个边缘有光泽。在TYC琼脂上无论厌氧和需氧生长都会产生直径为1至2毫米的菌落，颜色呈白色、凸面且边缘有光泽。

## 疾病
前庭链球菌是草绿色链球菌唾液群的成员。许多草绿色链球菌物种是人类正常微生物菌群的一部分。该菌很少与人类感染相关，但是年龄较大的人患有由该菌引起的疾病的风险会更大。
前庭链球菌已被认为是一种重要的医院病原体。它是在黏膜病变、免疫受损状态、恶性肿瘤、肝硬化、肾功能衰竭或慢性疾病（如糖尿病）的情况下引起严重败血症的非典型原因。据报道表明，前庭链球菌与严重的人类感染有关，例如脑膜炎、心内膜炎、菌血症以及骨和关节感染。特别是，感染性心内膜炎（IE）发生在患有人工瓣膜或结构性心脏病的老年群体（60岁以上）中。